# 5069 Tokeidai
5069 Tokeidai è un asteroide della fascia principale. Scoperto nel 1991, presenta un'orbita caratterizzata da un semiasse maggiore pari a 2,2506888 UA e da un'eccentricità di 0,1321499, inclinata di 5,00149° rispetto all'eclittica.